# Lampsakos

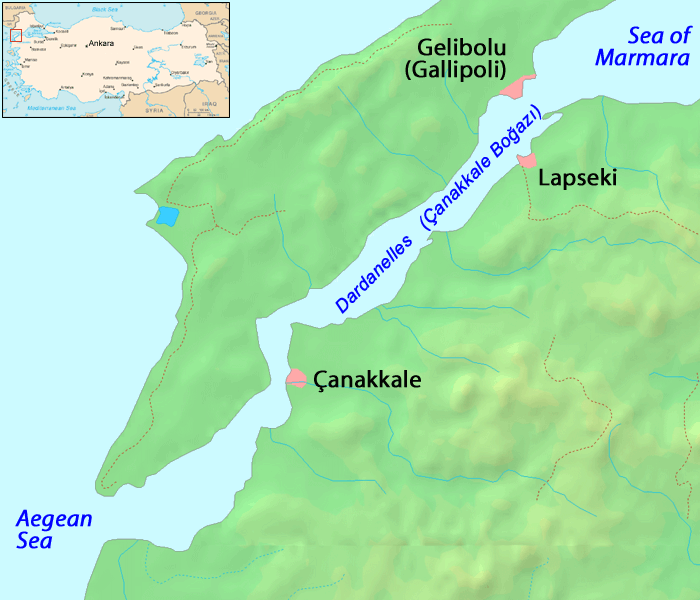
Lage von Lampsakos (Lapseki)

Lampsakos (altgriechisch Λαμψάκος, lateinisch Lampsacus, auch Lampsacum, heute Lapseki) war eine antike griechische Hafenstadt in Mysien, an der Ostküste des Hellespont (Dardanellen).
Lampsakos hatte als Hafenstadt durchgehend große Bedeutung durch seine günstige Lage, da es mit der Überfahrt nach Kallipolis die Verbindung zwischen Asien und Europa darstellte, wie auch Station auf dem Schiffsweg nach Konstantinopel durch den Hellespont war.

## Geschichte

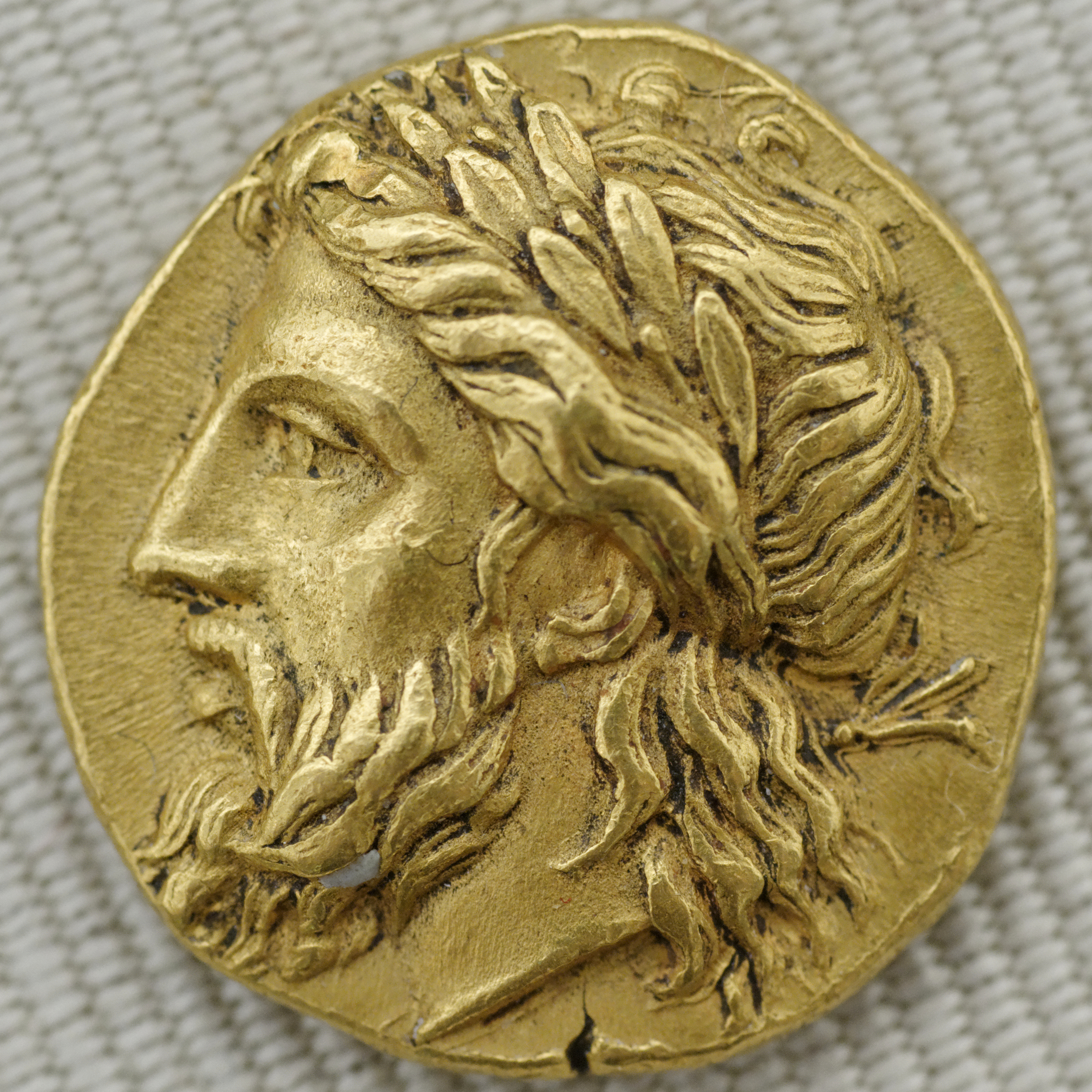
Goldstater von Lampsakos, Av. Zeuskopf, ca. 360–340 v. Chr.

Die ursprünglich als Pityusa oder Pityussa bekannte Stadt wurde zunächst von den Phokaiern gegründet. Nach der von Pomponius Mela überlieferten Gründungslegende erhielt die Stadt ihren Namen daher, dass ein Orakel auf die Frage der Phokäer, wo sie ihre Stadt gründen sollen, antwortete: „dort, wo es zuerst geblitzt (griech.: lampein) hat“. In die Frühzeit fallen Grenzkonflikte mit den milesischen Nachbarn und dem thrakischen Miltiades, der, wie Herodot berichtet, Krieg gegen die Lampsakener führte. Diese konnten ihn jedoch in einen Hinterhalt locken und gefangen nehmen und ließen ihn erst nach einer Drohung durch seinen Verbündeten Krösus wieder frei.
Im 6. und 5. Jahrhundert v. Chr. wurde Lampsakos nacheinander von den Lydern, den Persern, Athen und Sparta erobert. Artaxerxes I. übergab Lampsakos dem Oberbefehl des Themistokles unter der Auflage, dass die Stadt den persischen König zeitlebens mit ihrem berühmten Wein versorge. Obwohl die Stadt die persische Herrschaft anerkannte, wurde sie dennoch von dem Lampsakener Hippokles regiert, dessen Sohn Aiantides von Lampsakos eine Tochter des Tyrannen Hippias heiratete. Ihr Grab war zu Zeiten des Thukydides eine Sehenswürdigkeit.
Lampsakos wurde nach der Schlacht von Mykale Teil des Delisch-Attischen Seebundes und zahlte einen jährlichen Tribut von zwölf Talenten, was für den außergewöhnlichen Reichtum der Stadt spricht. Lampsakos stellte im 3. Jahrhundert v. Chr. Goldmünzen her; auch dies war nur den reichsten Städten der Region möglich. Das Bündnis mit Athen zerbrach während der Sizilienexpedition, ein Aufstand wurde im Jahr 411 v. Chr. aber gewaltsam niedergeschlagen. 405 v. Chr. wurde die Stadt von Lysander für Sparta erobert, fiel aber wenig später wieder an die Perser.
Im Februar 399 v. Chr. setzten die Reste des Zugs der Zehntausend (noch ca. 5000 bis 6000 Mann) unter Xenophon aus Thrakien kommend nach Lampsakos über. Von dort zogen sie weiter nach Pergamon (Pergamos).
362 v. Chr. wurde Lampsakos eine Zeit lang autonom. Die zunächst guten Beziehungen zu Athen kühlten rasch ab; schon 355 v. Chr. wurde die Stadt von den Athenern unter Chares erobert. 334 v. Chr. gehörte Lampsakos zu den zahlreichen Eroberungen Alexanders des Großen.
196 v. Chr. verteidigte Rom die Stadt gegen Antiochos III.; in der Folge wurde Lampsakos ein wichtiger Verbündeter des Reiches. Cicero und Strabon bezeugen den anhaltenden Wohlstand der Stadt auch unter römischer Oberherrschaft; allerdings soll sie laut Cicero unter Gaius Verres gelitten haben (80 v. Chr.).
Unter Gaius Iulius Caesar erhielt Lampsakos etwa 45 v. Chr. für einige Jahre den Rechtsstatus einer Colonia und prägte in dieser Zeit auch Münzen mit lateinischen Legenden, scheint den Status aber bereits um das Jahr 35 v. Chr. wieder verloren zu haben.
In der Spätantike wurde Lampsakos Sitz eines Bischofs. Auf das Bistum geht das Titularbistum Lampsacus der römisch-katholischen Kirche zurück.
1235 fand hier das Konzil von Lampsakos statt. Dabei beschlossen die orthodoxen Patriarchate von Antiochien, Alexandria und Jerusalem die Wiederherstellung der Bulgarisch-Orthodoxen Kirche und weihten Ioakim I., Erzbischof von Tarnowo, zum Patriarchen von Bulgarien.

## Kulte
Lampsakos war auch bekannt für den Fruchtbarkeitskult des Priapos, der hier geboren worden sein soll. Seine Verehrung wurde mit einem Eselsopfer gefeiert.

## Archäologie
Vom ursprünglichen Lampsakos in der Nähe der modernen Neugründung Lapseki, in der türkischen Provinz Çanakkale, sind heute nur noch die Ruinen der Stadtmauer und die Nekropole erhalten.
1847 wurde hier der Lampsakos-Schatz gefunden, ein Depotfund von frühbyzantinischen Silberarbeiten des 6./7. Jahrhunderts.

## Prominente Einwohner
Söhne der Stadt
- Adimantos von Lampsakos
- Anaximenes von Lampsakos, 4. Jahrhundert v. Chr., Rhetor und Geschichtsschreiber
- Charon von Lampsakos, ca. 2. Hälfte 5. Jahrhundert v. Chr., Geschichtsschreiber
- Metrodoros von Lampsakos (Anaxagoreer), ein Schüler des Anaxagoras (ca. 5. Jahrhundert v. Chr.)
- Metrodoros von Lampsakos (Epikureer), ein Freund und Schüler Epikurs (330 v. Chr.–277 v. Chr.)
- Timokrates von Lampsakos um 300 v. Chr., epikuräischer Philosoph, Bruder des Metrodoros
- Polyainos von Lampsakos, um 300 v. Chr., Mathematiker und epikuräischer Philosoph
- Idomeneus von Lampsakos um 300 v. Chr., epikuräischer Philosoph
- Kolotos von Lampsakos um 300 v. Chr., epikuräischer Philosoph
- Leonteus von Lampsakos um 300 v. Chr., epikuräischer Philosoph
- Themista von Lampsakos um 300 v. Chr., Gattin des Leonteus, epikuräische Philosophin
- Straton von Lampsakos, um 300 v. Chr., Naturphilosoph
- Xenophon von Lampsakos, Geograph

Sonstige
- Anaxagoras verbrachte seine letzten Lebensjahre in der Verbannung in Lampsakos.
- Epikur lebte vermutlich eine Zeit lang hier und lernte Metrodoros kennen.